# Årstads och Faurås tingslag
Årstads och Faurås tingslag var mellan 1907 och 1948 ett tingslag i Hallands län i Hallands mellersta domsaga. Tingsplatsen var i Falkenberg.
Tingslaget omfattade Årstads härad och Faurås härad. Från 1 januari 1938 (enligt beslut den 22 oktober 1937) ingick Falkenbergs stad i tingslaget efter stadens rådhusrätt upphört.
Tingslaget bildades 1 januari 1907 (enligt beslut den 7 mars 1902 och 17 augusti 1906) genom sammanslagning av Årstads tingslag och Faurås tingslag. 1 januari 1948 slogs tingslaget samman med Himle tingslag för att bilda Hallands mellersta domsagas tingslag.

## Befolkningsutveckling
| Befolkningsutvecklingen i Årstads och Faurås tingslag 1910–1945 | Befolkningsutvecklingen i Årstads och Faurås tingslag 1910–1945 | Befolkningsutvecklingen i Årstads och Faurås tingslag 1910–1945 | Befolkningsutvecklingen i Årstads och Faurås tingslag 1910–1945 | Befolkningsutvecklingen i Årstads och Faurås tingslag 1910–1945 |
| --- | --------------------------------------------------------------- | --------------------------------------------------------------- | --------------------------------------------------------------- | --------------------------------------------------------------- |
| |                                                                 |                                                                 |                                                                 |                                                                 |
| År |                                                                 |                                                                 | Folkmängd                                                       |                                                                 |
| 1910 | 1910                                                            |                                                                 | 27 123                                                          |                                                                 |
| 1920 | 1920                                                            |                                                                 | 27 082                                                          |                                                                 |
| 1930 | 1930                                                            |                                                                 | 26 039                                                          |                                                                 |
| 1935 | 1935                                                            |                                                                 | 25 630                                                          |                                                                 |
| 1940 | 1940                                                            |                                                                 | 30 326                                                          |                                                                 |
| 1945 | 1945                                                            |                                                                 | 30 434                                                          |                                                                 |
| Anm: Falkenbergs stad ingick i tingslaget från 1938. För åren 1910-1945: befolkning enligt folkräkning 31 december enligt den administrativa indelningen den 1 januari följande år. |                                                                 |                                                                 |                                                                 |                                                                 |